# Thrombopoïétine
La thrombopoïétine (TPO) est une hormone qui stimule la formation de plaquettes sanguines et la prolifération de leurs précurseurs (les mégacaryocytes). 
Elle est synthétisée par le foie et les reins, la moelle hématopoïétique et la rate. 
La sécrétion de TPO est soumise à une fine régulation qui dépend du taux de plaquettes dans le sang, mais aussi du taux de vieilles plaquettes dans le sang, ainsi que de l'inflammation. 
La TPO lie les récepteurs à la thrombopoïétine situés sur les cellules précurseurs des mégakaryocytes, des mégakaryocytes, mais aussi sur les thrombocytes puisque les plaquettes sont issues de la fragmentation du cytoplasme des mégakaryocytes. 
Elle pourrait servir comme médicament pour permettre l'augmentation des taux de plaquettes des patients présentant une thrombopénie.

## Historique
Un facteur humoral permettant l'augmentation du nombre de plaquettes a été mis en évidence dans les années 1950, recevant le nom de thrombopoïétine. Ce facteur est identifié en 1994 comme le ligand aux récepteurs c-Mpl
Le terme a été proposé en 1994.

## Utilisation médicale
Une première génération de protéines recombinantes montre son efficacité dans les cas de thrombopénies.Ces protéines étaient cependant particulièrement immunogènes, entraînant la formation d'anticorps dirigés contre la thrombopoïétine native et provoquant ainsi, de manière paradoxale, une baisse du nombre des plaquettes.
Depuis, trois molécules structurellement différentes de la thrombopoïétine native, mais agissant sur le même récepteur, ont été développées, le romiplostim, l'eltrombopag et l'Avatrombopag.